# ویسنته دودر
ویسنته دودر (انگلیسی: Vicente Dauder; ۲۵ نوامبر ۱۹۲۴ – ۹ فوریهٔ ۲۰۰۱) بازیکن فوتبال اهل اسپانیا بود.
از باشگاه‌هایی که در آن بازی کرده‌است می‌توان به باشگاه فوتبال هرکولس، باشگاه فوتبال اتلتیکو مادرید، باشگاه ورزشی اروپا، باشگاه خیمناستیک تاراگونا، و باشگاه فوتبال سلتاویگو اشاره کرد.